# Четыркин, Роман Сергеевич
Роман Сергеевич Четыркин (1797—1865) — военный врач, один из организаторов медицинской службы русской армии, один из первых русских гигиенистов и эпидемиологов.

## Биография
Родился 10 октября 1797 года в городе Рославле Смоленской губернии в семье священника. В 1812 году окончил Смоленскую гимназию, в 1817 — Медико-хирургическую академию в Петербурге, затем служил в армии полковым лекарем. В 1831 году участвовал в польской кампании. С 1832 — старший лекарь главной квартиры русской армии. В 1833 назначен руководителем медицинской службы армии в Польше, с 1848 генерал-штаб-доктор. Автор руководств и наставлений по вопросам профилактики инфекционных болезней в войсках и военной гигиены.
За изданный в 1834 году замечательный для своего времени труд «Опыт военно-медицинской полиции, или правила к сохранению здоровья русских солдат в сухопутной службе» (СПб., 1834 г.) получил степень доктора медицины. Труд был признан руководством для врачей русской армии. Опубликовал «Наставления по части практической военно-медицинской полиции» в двух частях, изданные в Варшаве в 1850 году.
Организовал при лечебных учреждениях армии «слабосильные команды» (1836), явившиеся прообразом команд выздоравливающих, разработал «Правила о снабжении армии военными врачами и аптекарями», усовершенствовал военно-медицинский учёт и отчётность.
Скончался от кровоизлияния в мозг 8 мая 1865 года.

## Основные публикации
- «Медико-топографическое описание Закавказского края, Бессарабии, Молдавии, Валахии и Булгарии», напеч. в «Военно-Медицинском журнале» 1833 г., ч. 21, I, 3—27;
- «Практические замечания о лечении глазной болезни, ныне господствующей», Варшава, 1838 г.;
- «Учреждение об управлении медицинской частью в Царстве Польском», Варшава, 1839 г.;
- «Положение об управлении медицинскою частью в Царстве Польском», с польск. текст., Варшава, 1839 г.;
- «Полицейско-ветеринарный устав», Варшава, 1874 г.

## Семья и потомки
Правнучка Романа Сергеевича — Наталья Романовна Гусева (урождённая Четыркина), доктор исторических наук, этнограф, индолог.